# Kankabchén (Seyé)
Kankabchén es una población del estado de Yucatán, México, comisaría del municipio de Seyé.

## Toponimia
El nombre (Kankabchén) significa en idioma maya "pozo de tierra roja".

## Demografía
Según el censo de 2005 realizado por el INEGI, la población de la localidad era de 0 habitantes.
| 0                           | 0 | 0 |
| (Fuente: INEGI [Consultar]) |   |   |